# Secondino Ventura
Secondino Ventura (Asti, ... – Asti, 1457 circa) è stato cronista medievale, testimone dei fatti accaduti alla città di Asti nel 1400.

## Biografia
Notaio, nipote del più famoso Guglielmo Ventura, si rese protagonista raccogliendo la cronaca dei fatti della città di Asti tra il 1420 ed il 1457.
Il suo "Memoriale" è costituito solamente da 15 colonne e tratta del periodo di dominio di Carlo d'Orleans, figlio di Valentina Visconti.
Il Ventura parlò principalmente della lotta di successione alla morte dello "sleale" (così lo definisce il cronista)   Filippo Maria Visconti, della regina Giovanna II di Napoli e della prigionia del principe Carlo catturato ad Azincourt.
Al contrario del suo antenato Guglielmo, egli non trattò la quotidianità della sua città, ma ne parlò solo in funzione degli avvenimenti che avvennero sullo scacchiere italiano.
Scritto in un latino scadente con molte concessioni alla lingua volgare, il Memoriale del Ventura è comunque un documento dignitoso che tratta di un periodo storico che non ha eguali nelle altre città del Piemonte del periodo.